# McMansion
« McMansion » est un terme à connotation péjorative qui désigne, aux États-Unis, une maison individuelle de taille exagérément grande pour le nombre de personnes qu'elle abrite. Ce mot est formé du terme « mansion », qui signifie « manoir », auquel on a adjoint le préfixe « Mc » par analogie avec McDonald's.

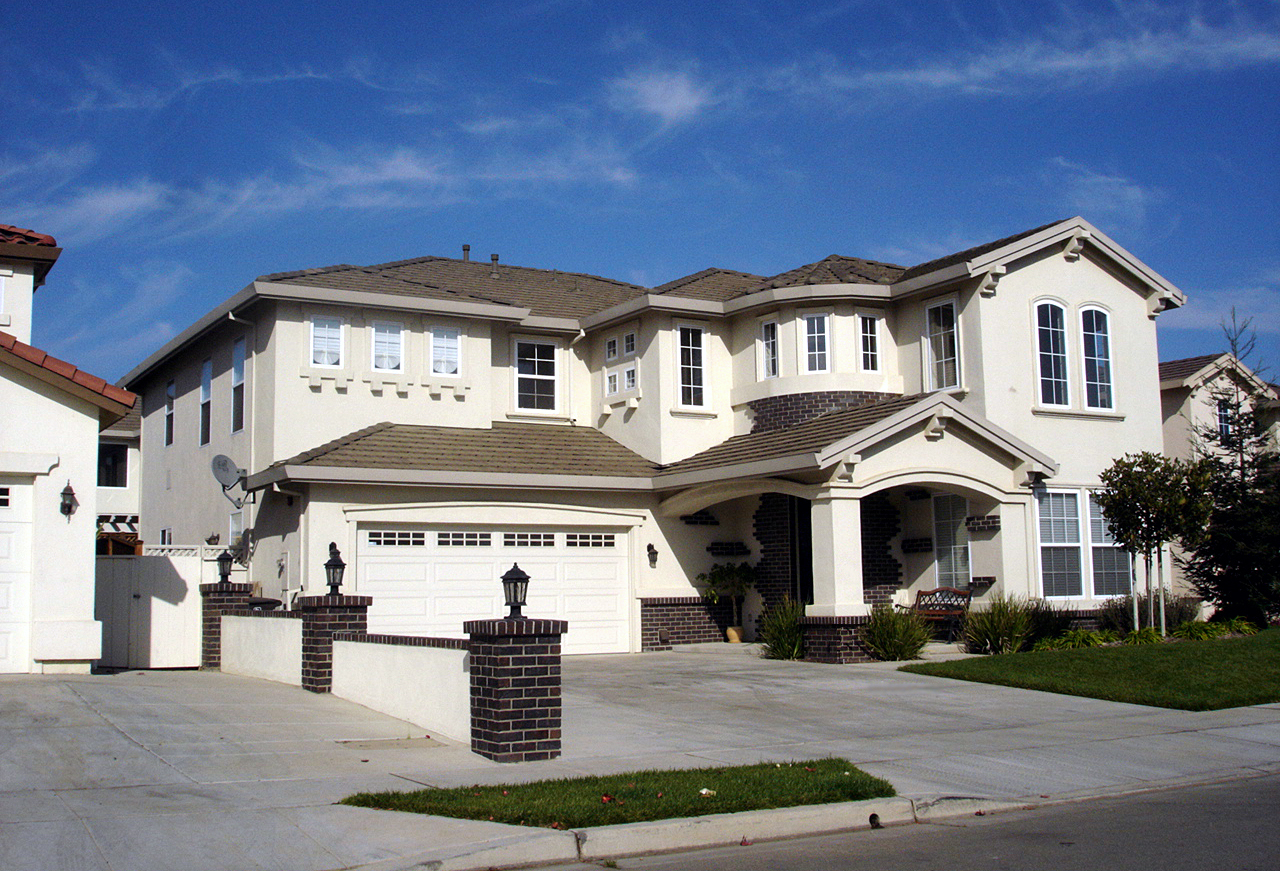
McMansion située à Salinas, en Californie.

Ce type de construction apparaît dans les banlieues résidentielles américaines au cours des années 1980 ; le terme lui-même est attesté pour la première fois en 1990.

## Étymologie
Le terme « McMansion » est attesté pour la première fois en 1990 ; il est péjorativement connoté,. L'allusion à McDonald's entre dans le cadre de la McDonaldisation ; elle suggère en effet que ces maisons, à l'instar de la nourriture de la restauration rapide, sont produites en masse, construites rapidement, génériques, fades et inutilement grandes,.

## Caractéristiques

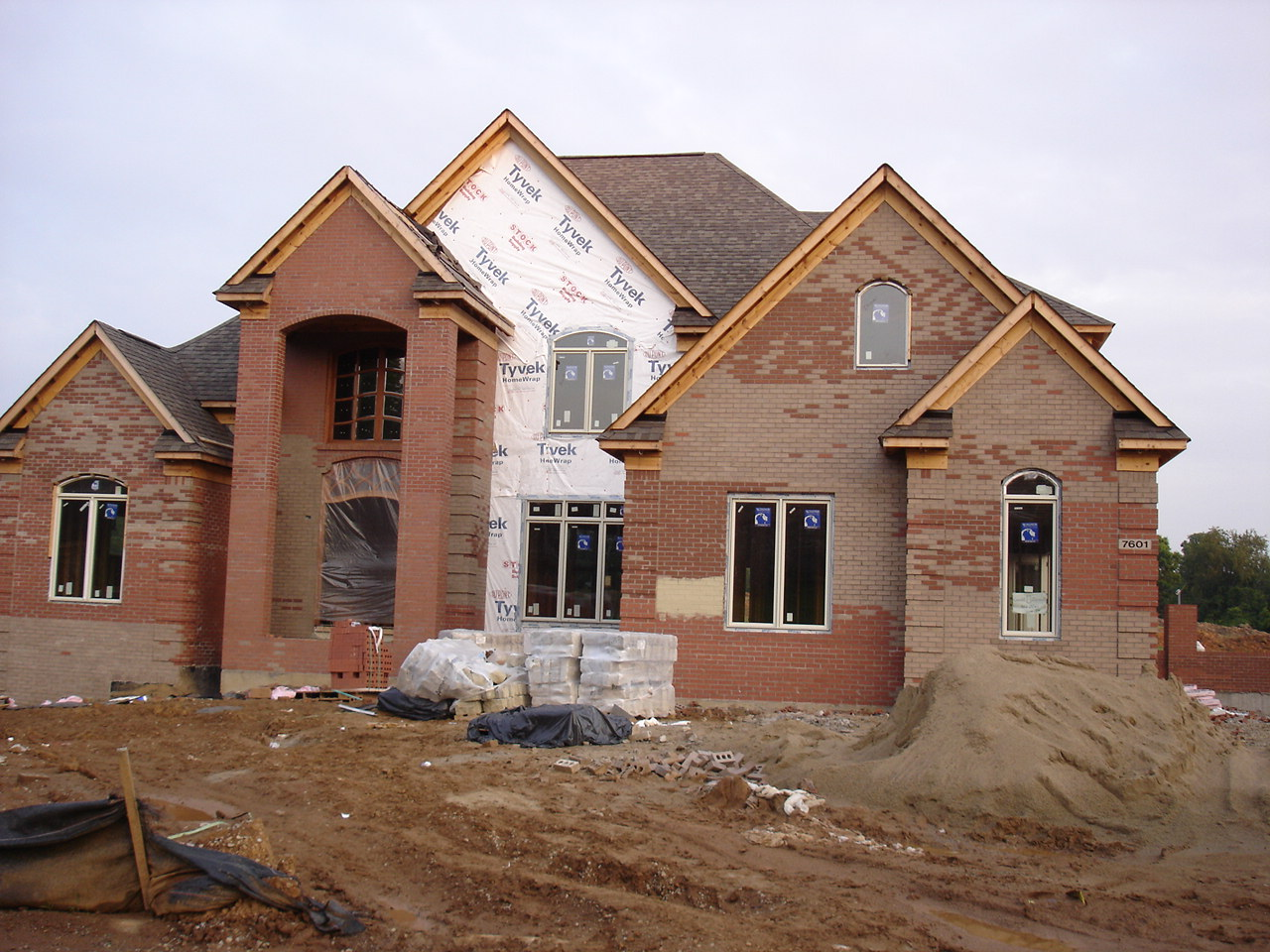
Un en en construction à Louisville au Kentucky.

Une des caractéristiques d'un McMansion est de destiner de nombreux espaces à des usages spécialisés ; on y trouve ainsi salle de jeux, solarium, suite parentale, grandes terrasses ou patios. La multiplication de ces espaces réduit en conséquence les interactions familiales, chaque personne ayant plus de possibilités de s'isoler.
Souvent, ces bâtiments sont caractérisés par un style éclectique et par l'absence d'unité architecturale, car généralement les plans sont dressés directement par le promoteur sans intervention d'un architecte. Le principal constructeur de ce genre de maisons est l'entreprise Toll Brothers (en).
Le seuil généralement retenu pour définir un McMansion est celui de trois mille pieds carrés, soit 280 mètres carrés environ. Mais des caractéristiques stylistiques sont généralement identifiables. Ainsi, les fenêtres, portes et porches sont mal proportionnés ; les toits à pignons sont utilisés en excès ; les ornements architecturaux empruntent à divers styles de plusieurs périodes historiques ; au cours des années 2010, par exemple, la tendance est de copier le style colonial inspiré des manoirs traditionnels de Nouvelle-Angleterre ; le vinyle et la pierre artificielle sont utilisés à de multiples occasions, notamment pour réaliser les bardages et les encadrements de fenêtres ; les maisons comptent de grandes salles et des espaces ouverts rarement utilisés ; les maisons sont chauffées par le sol ; la construction s'effectue rapidement à partir d'un catalogue de constructeur,.
Contrairement aux manoirs traditionnels, les McMansion sont souvent construits et possédés par des ménages qui n'ont pas les moyens de se payer ce niveau de logement, mais qui s'en servent comme d'un moyen d'étalage de leur réussite professionnelle ou financière. Typiquement, ces maisons sont l'apanage de la classe moyenne supérieure, dont les ménages, indifférents à la qualité architecturale, s'endettent lourdement pour acheter ces biens qui sont généralement hypothéqués. Elles correspondent également à un investissement immobilier plutôt qu'à un véritable besoin de logement.

## Historique

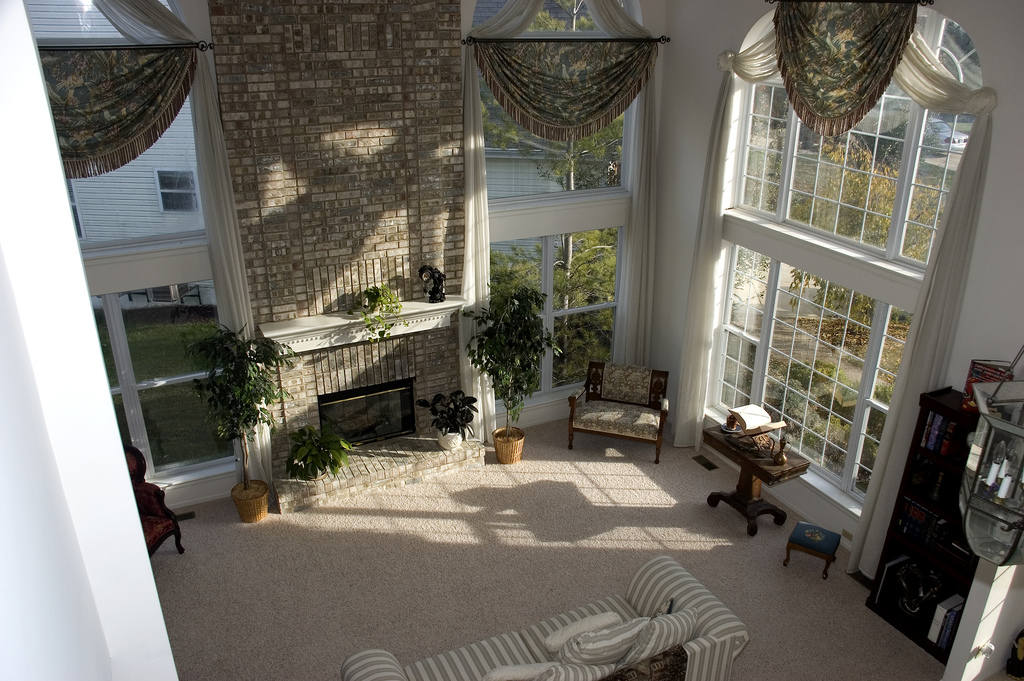
Le salon d'un en.

### Développement
Entre 1970 et 1996, la taille moyenne des maisons individuelles passe de 1 520 à 2 120 pieds carrés, soit de 141 à 197 mètres carrés ; dès la fin du XXe siècle, les observateurs constatent que de nombreuses personnes souhaitent vivre dans des logements qui ne soient pas surdimensionnés. Cette taille moyenne continue de croître : en 2015, elle atteint 2 467 pieds carrés, soit 229 mètres carrés ; mais, par exemple, le modèle « Henley » de Toll Brothers offre une surface de 4 771 pieds carrés, soit 443 mètres carrés.

### Crise
Le véritable révélateur de la taille excessive de certaines maisons est la crise des subprimes. Avant celle-ci, la prolifération des McMansion est observée dans de très nombreuses zones périurbaines, et généralement considérée comme l'un des principaux déclencheurs de la crise ; cette dernière force les Américains à réduire le budget alloué à leur logement et vivre dans des surfaces et des volumes moins importants,. Ainsi, le montant supplémentaire qu'un acheteur se déclare prêt à dépenser pour acquérir un McMansion plutôt qu'une maison ordinaire chute de 84 % entre 2012 et 2016.
Toutefois, les constructeurs eux-mêmes déclarent toujours que la demande se maintient pour des maisons de taille comparable à celles d'avant la crise de 2007 ; bien entendu, ces constructeurs ne qualifient pas eux-mêmes leurs constructions de « McMansion », même s'ils admettent l'existence du concept.
De plus, ces maisons sont généralement mal conçues, ce qui les rend peu durables et contraint les propriétaires à de lourds investissements de maintenance au bout d'une vingtaine d'années ; la construction relativement bon marché se traduit en effet par l'emploi de matériaux peu durables, mais aussi par des malfaçons généralement non visibles, afin de passer les opérations de réception des travaux, mais qui se révèlent au bout d'une génération.
Par ailleurs, dans le cadre du nouvel urbanisme, la construction de ces maisons trop vastes est fortement remise en cause. À la fin des années 2010, certaines analyses suggèrent que les McMansion pourraient rapidement disparaître du fait d'un contexte économique et social de moins en moins favorable, et d'autre part à cause de leurs externalités écologiques négatives, notamment la possession de plusieurs SUV, l'arrosage automatique des pelouses, etc.

### Modèles dits alternatifs
Au début des années 2020 se développe le modèle de la « ferme moderne », dont les caractéristiques esthétiques se rapprochent de l'architecture traditionnelle américaine. Le traitement extérieur se caractérise par des pignons dotés d'un bardage vertical en planches blanchies et de grandes fenêtres à cadre noir, ainsi qu'un porche couvert, un toit en tôle, des accessoires de jardin assez standardisés. Selon le New York Times, cette forme architecturale « est la réponse de la génération Y à la McMansion du baby boomer », un style qui exalte un passé agraire romantique et fantastique, qui implante l'architecture de la Conquête de l'Ouest dans les banlieues des grandes villes. La ferme moderne représente en 2023 entre un tiers et un quart des commandes architecturales. Toutefois, les critiques architecturaux estiment que cette mode est un « modernisme travesti […] une architecture de riches [comme] si la famille Ingalls vivait en banlieue et travaillait dans le secteur de la finance »